# Глебовское газоконденсатное месторождение
Гле́бовское газоконденса́тное месторожде́ние (укр. Глібовське газоконденсатне родовище) — газоконденсатное месторождение, расположенное в Черноморском районе Крыма. Относится к Причерноморско-Крымской нефтегазоносной области. Ближайший населённый пункт — село Внуково.

## Характеристика
Приурочено к Кировско-Карлавской зоне антиклинальных складок Тарханкутского полуострова в центральной части Каркинитско-Северо-Крымского прогиба. Структура — субширотная брахиантиклиналь в отложениях палеогена. Промышленный приток газа получен из газовых отложений палеоцена в интервале 925—953 м. Залежь газа массивно-пластовая, сводовая. Глинистый газоупор — 70 м. Газоносны песчаные органогенно-детритовые известняки толщиной 130—140 м. Режим залежей газовый. Коллектор трещинно-поровый. Начальный запас категории А+В+С1: газа — 4 570 млн м³, конденсата — 258 тыс. т.
Обнаружено в 1959 году. Исследовательско-промышленная эксплуатация велась в 1966—1984 годах. В 1993 году месторождение переведено в подземное хранилище с остаточными запасами газа 388,6 млн м³ и пластовым давлением 1,82 МПа.

## Подземное хранилище газа
Глебовское ПХГ было создано на базе выработанного Глебовского газоконденсатного месторождения в 1991 году. Строительство хранилища по проекту НИПИ «Шельф» вело ГАО «Черноморнефтегаз» совместно с болгарскими специалистами.
ПХГ предназначено для регулирования сезонной и суточной неравномерности потребления газа в Крыму. На Глебовском ПХГ пробурено 134 скважины (эксплуатационных — 118, используемых при отборе и закачке — 70). В производственный комплекс входят компрессорная станция и установки очистки и сепарации газа.
Максимальный объём активного газа в хранилище составляет 1 млрд м³, буферного — 881,1 млн м³.
В 2006 году «Черноморнефтегазом» было закачано в Глебовское хранилище 455 млн м³ природного газа, и объём активного газа в нём дошёл до рекордных 867 млн м³, что на 209 млн м³ больше, чем в предыдущем году.
В 2014 году были закачаны рекордные 600 млн м³.
22 июля 2014 г. на брифинге в Симферополе заместитель генерального директора «Черноморнефтегаза» по реализации углеводородов и материально-техническому снабжению Андрей Малышев сообщил, что республиканское предприятие «Черноморнефтегаз» планирует произвести текущий ремонт Глебовского подземного хранилища газа для увеличения объема закачиваемого топлива.